# Piloña
Piloña – gmina w Hiszpanii, w prowincji Asturia, w Asturii, o powierzchni 283,89 km². W 2011 roku gmina liczyła 7793 mieszkańców.